# Collins Line

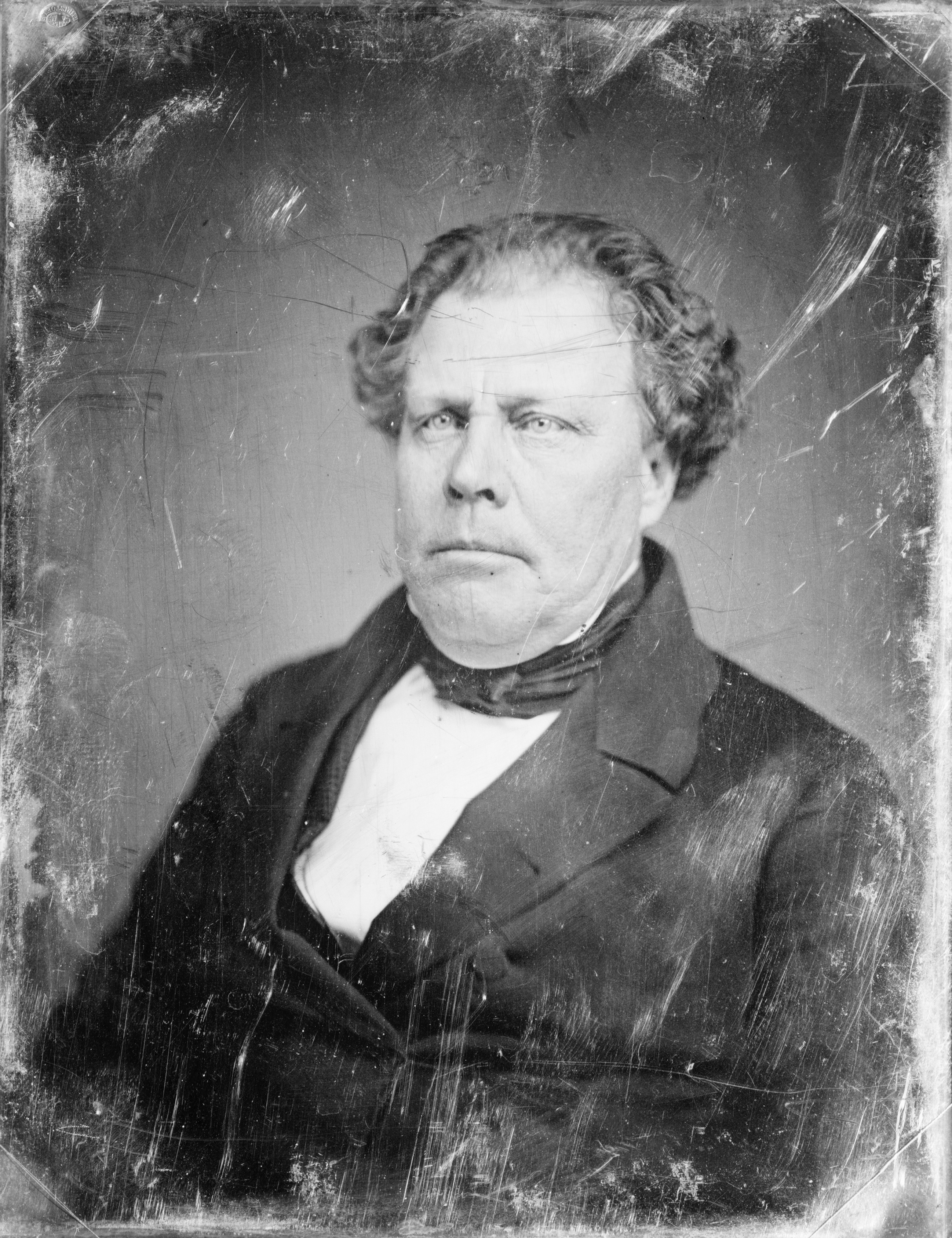
Edward Knight Collins (1802–1878), der Gründer der Collins Line (Fotografie ca. 1850)

Die Collins Line war eine US-amerikanische, 1847 vom Geschäftsmann Edward Knight Collins gegründete Reederei, die die Transatlantikroute zwischen Häfen an der amerikanischen Ostküste und Großbritannien bediente. Sie entstand als Gegengewicht zur britischen Schifffahrtsgesellschaft Samuel Cunards, der seit 1840 ein Monopol im Linienverkehr zwischen den beiden Kontinenten innehatte. Aus diesem Grund wurden Collins’ Schiffe massiv staatlich subventioniert.
Obwohl sie einige der größten und schnellsten Schiffe der Zeit unterhielt, war die Collins Line nie ökonomisch profitabel. Zudem gingen mehrere ihrer Schiffe in verlustreichen Unglücksfällen verloren. Bereits 1858 musste die Reederei Konkurs anmelden. Trotz ihres finanziellen Misserfolgs spielt die Collins Line aufgrund ihrer Belebung des Wettbewerbs auf der Nordatlantikroute und zahlreicher, insbesondere den Komfort der Schiffe betreffender technischer Neuerungen eine bedeutende Rolle in der Geschichte der transatlantischen Schifffahrt.

## Geschichte
Edward Collins (1802–1878) hatte bereits in den 1830er Jahren eine erste Schifffahrtslinie für den Postdienst an der US-Ostküste unterhalten. Diese Reederei – Dramatic Line – unterhielt zahlreiche kleinere Segelschiffe und erwies sich als finanzieller Erfolg. Mit dem seit 1840 regelmäßigen Transatlantik-Liniendienst durch die britische Cunard Line wuchs in den USA das Bedürfnis, sich an diesem profitablen Geschäft zu beteiligen. Zudem fürchtete man, aufgrund von Cunards Monopolstellung einen Ansehensverlust zu erleiden. Collins gelang es daraufhin, die öffentliche Debatte anzuheizen und sich Gehör bei höchster Stelle zu verschaffen: 1847 gründete er seine neue Transatlantikreederei unter dem Namen Collins Line und verpflichtete sich, 20 Überfahrten pro Jahr zwischen den USA und Großbritannien anzubieten und dabei Post zu befördern. Der US-Kongress genehmigte ihm dafür jährliche Subventionen in der enormen Höhe von 385.000 US-Dollar. Wie scharf die Debatte um die Beteiligung am Atlantikdienst geführt wurde, zeigt die Aussage des Kongressabgeordneten Edson Olds: „Wir haben die schnellsten Pferde, die schönsten Frauen und die besten Gewehre der Welt, und wir müssen auch die schnellsten Dampfer haben!“

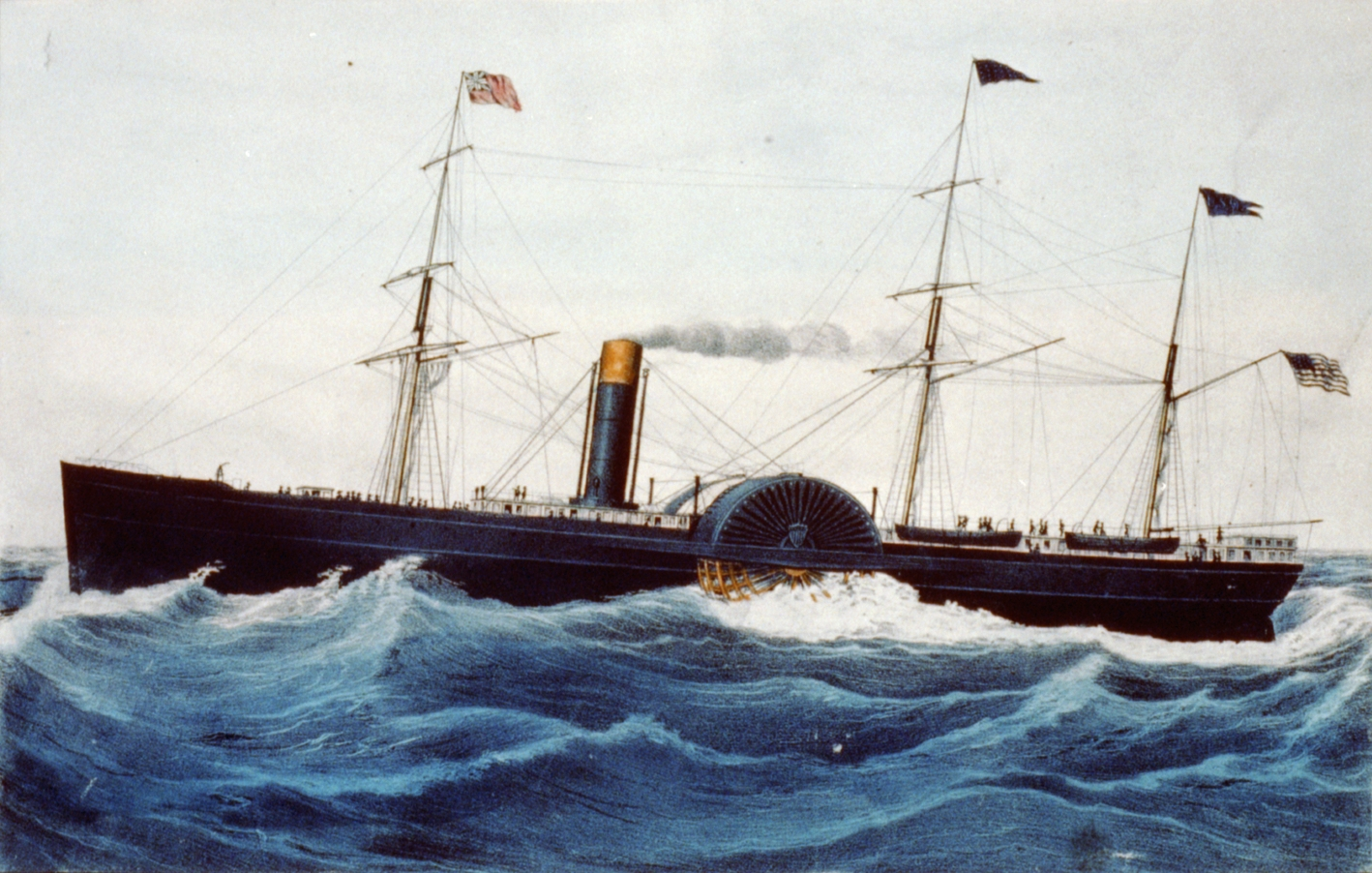
Die 1850 fertiggestellte Baltic, in etwa baugleich mit den anderen drei Schiffen der ersten für die Collins Line gebauten Serie

Collins unterhielt insgesamt fünf Schiffe, von denen vier mehr oder weniger baugleich waren (Jahr der Fertigstellung in Klammern): Atlantic (1849), Pacific (1849), Baltic (1850) und Arctic (1850). Sie waren rund 2.850 BRT groß und erreichten Spitzengeschwindigkeiten von etwa 13,5 Knoten. Ein fünftes, die deutlich größere Adriatic (3.650 BRT, 15 Knoten), stieß erst 1857 zur Flotte. Gebaut wurden die Segeldampfer auf den Werften von William Brown und Jacob Bell in New York.
Der Wettbewerb um möglichst hohe Geschwindigkeit zeigte zunächst Erfolge: Collins’ Schiffe überquerten den Nordatlantik schneller als ihre Konkurrentinnen der Cunard Line, zunächst errang 1850 die Baltic das Blaue Band, 1852 übertrumpfte dann die Arctic ihr Schwesterschiff. Mit rund 13 Knoten Durchschnittsgeschwindigkeit und einer Reisezeit zwischen New York und Liverpool von knapp unter 10 Tagen waren die Schiffe die schnellsten Dampfer der damaligen Zeit.
Doch die massive Auslastung der Maschinen- und Kesselanlagen durch die hohe Fahrtgeschwindigkeit führte rasch zu kostspieligen Werftaufenthalten, und die Treibstoffkosten wuchsen alarmierend. 1852 erhöhte die US-Regierung ihre Zuschüsse auf 858.000 US-Dollar, doch selbst diese Summe konnte nur einen Teil der Verluste ausgleichen, die Collins einfuhr – im selben Jahr lagen sie bei rund 1,7 Millionen US-Dollar.

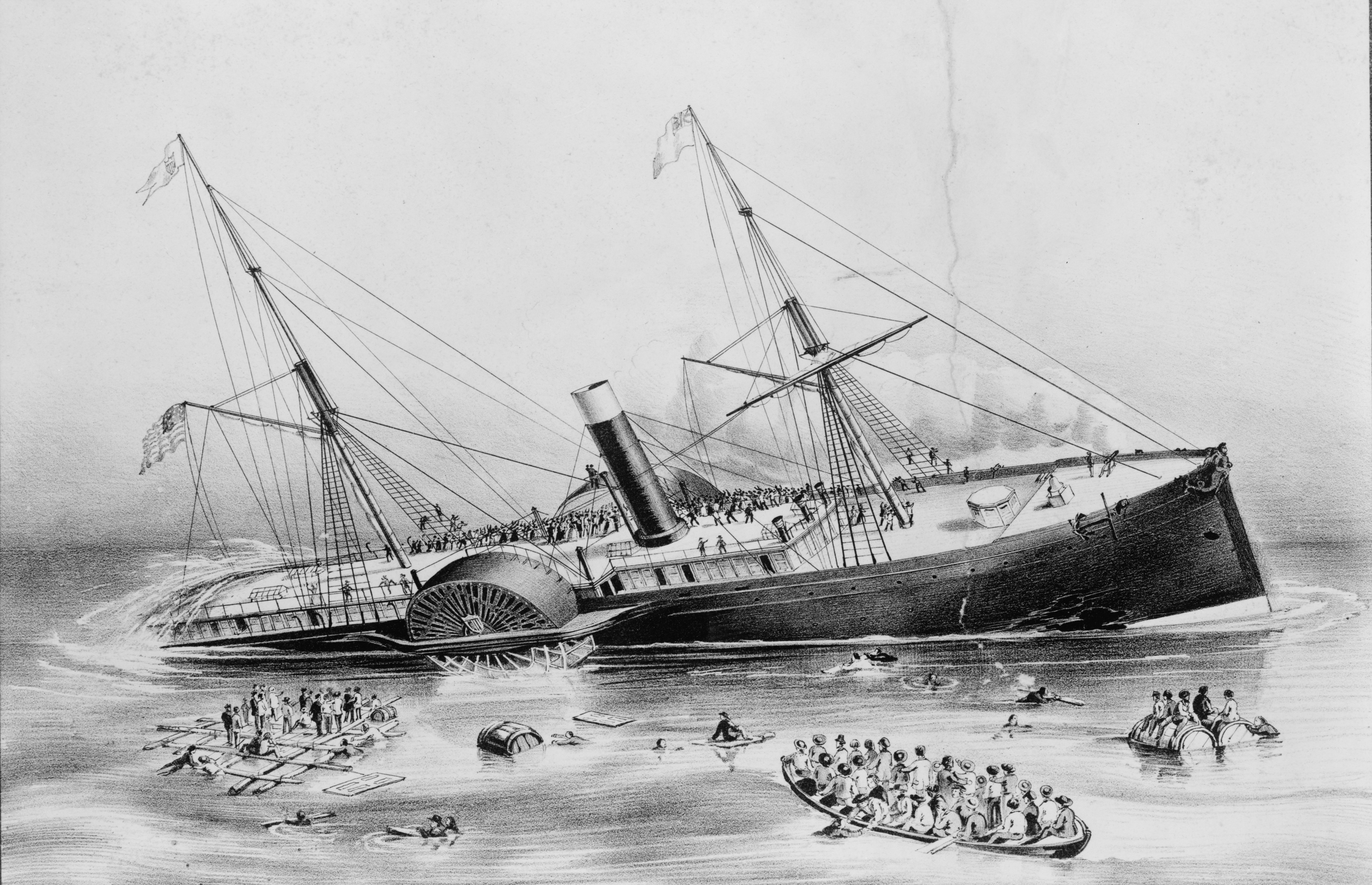
Der Untergang der Arctic in einer zeitgenössischen Darstellung. Der Verlust des Schiffes fügte der Reputation der Reederei schweren Schaden zu.

1854 ereignete sich dann eine der schwersten Katastrophen der zivilen US-Schifffahrt, die Collins’ Ruf massiv beschädigte: Die Arctic wurde vor Neufundland im dichten Nebel von einem kleineren Dampfer gerammt und so schwer beschädigt, dass sie nach wenigen Stunden unterging. Auf ihr fanden 322 Menschen den Tod, darunter auch Collins’ Frau und zwei seiner Kinder; ein persönlicher Verlust, den der Reeder nie verwinden sollte. 1856 verschwand dann die Pacific auf einer Überfahrt von Liverpool nach New York mit 186 Menschen an Bord spurlos, ihr Verbleib ist bis heute nicht zweifelsfrei geklärt.

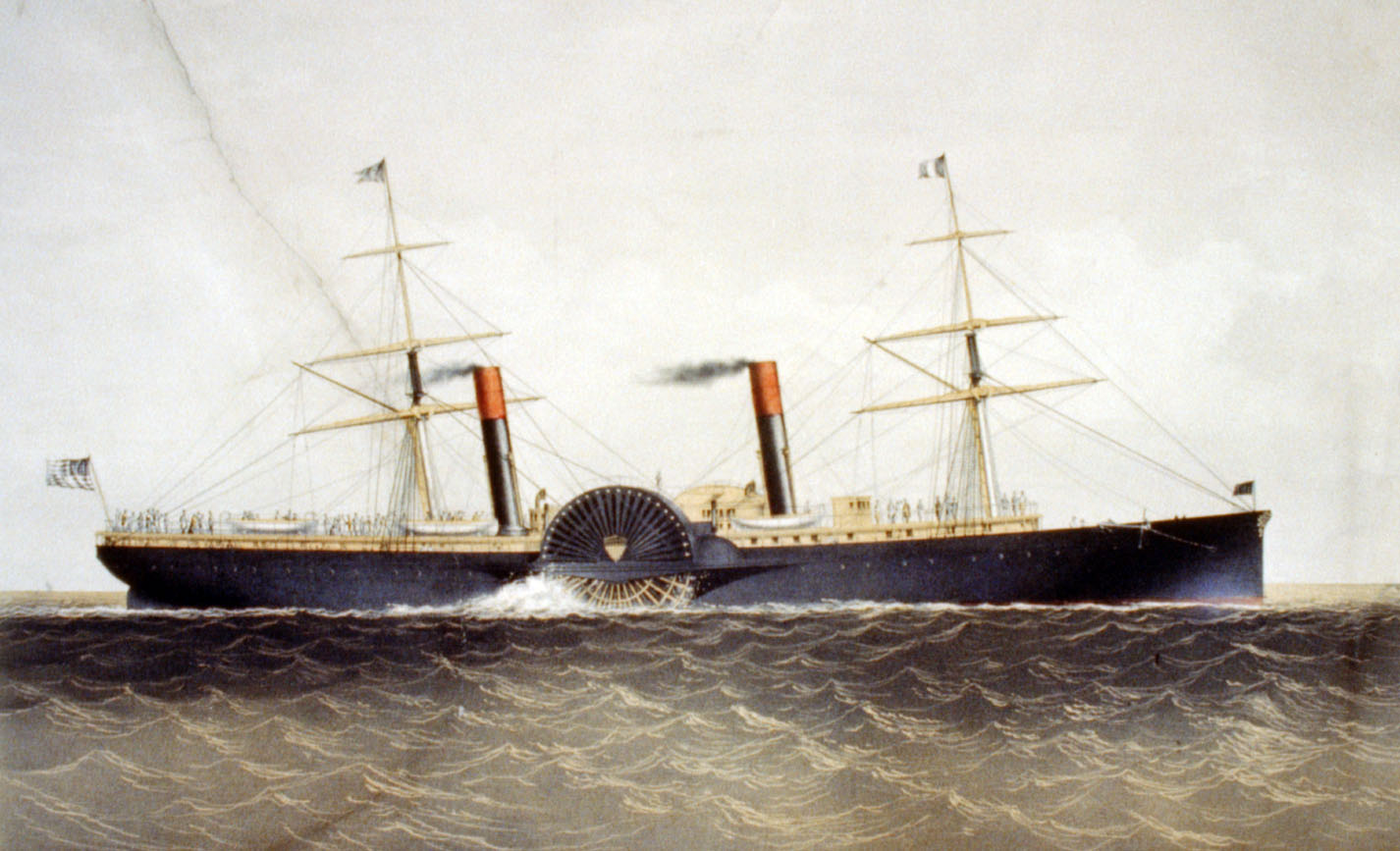
Collins’ letztes und größtes Schiff, die rund 3.650 BRT große Adriatic

Nach diesen schweren Schlägen gingen die ohnehin unzureichenden Umsätze der Reederei rasch noch weiter zurück. 1857 kürzte der Kongress die Zuschüsse auf das ursprünglich festgelegte Maß von 358.000 US-Dollar, was angesichts der Situation der Reederei völlig unzureichend war. Collins gelang es noch, sein größtes Schiff, die Adriatic, fertigzustellen, doch bereits nach ihrer zweiten Überfahrt musste er Konkurs anmelden. Die Relikte seiner Flotte wurden für die geringe Summe von 50.000 US-Dollar an eine Frachtlinie verkauft und zu reinen Segelschiffen umgebaut.

## Technische Errungenschaften
Collins’ Schiffe setzten nicht nur im Bereich der Reisegeschwindigkeit neue Maßstäbe, sondern auch und vor allem im Reisekomfort. Die spartanische Ausstattung der Cunard-Schiffe sollte durch eine prunkvolle Gestaltung der öffentlichen Räume und Kabinen übertrumpft werden: Die Collins-Dampfer boten stuckverzierte Gesellschaftsräume mit Dampfheizungen, vergoldete Schnitzereien sowie kostbare Stoffe und antike Möbel. Die großzügige Verwendung von Wandspiegeln sollte optisch die beengten Verhältnisse der damaligen Ozeanliner kaschieren. Die Küche an Bord war ausgezeichnet, reichhaltige Mahlzeiten mit erlesenen Gerichten gehörten zum Standard der Gesellschaft. Um möglichst frische Zutaten bieten zu können, verfügten die Dampfer sogar über einen bordeigenen Eiskeller, um verderbliche Waren auf der rund zweiwöchigen Seereise über den Atlantik frisch zu halten. Als besondere Neuheit bot Collins auf seinen Schiffen zudem einen Bordfriseur an. Die Schiffsmaschinen, die die Schaufelräder antrieben, gehörten zu den leistungsfähigsten ihrer Art und erreichten bis zu 3.000 PS Leistung. Allerdings war das Grunddesign der Schiffe – gerade in Verbindung mit der hohen Geschwindigkeit – geradezu gefährlich konservativ: Die Rümpfe von Collins’ Segeldampfern waren nahezu vollständig aus Holz gefertigt, was sich auf zweierlei Art negativ auswirkte: Zum einen waren sie bei Kollisionen oder Grundberührungen deutlich empfindlicher als die zu dieser Zeit bereits verwendeten Eisenkonstruktionen (was beim Zusammenstoß der Arctic mit einem zwar kleineren, aber aus Eisen gebauten Schiff verheerende Folgen hatte), und zum anderen nutzten sich die Rümpfe bei den gelaufenen hohen Geschwindigkeiten deutlich rascher ab und mussten überholt werden.
Collins’ Verdienst liegt trotz seines Misserfolgs dennoch darin, aus dem reinen Zweckobjekt Passagierschiff, das seine Fahrgäste mehr oder weniger als „Frachtgut“ betrachtet hatte, ein ästhetisch ansprechendes und komfortables schwimmendes Hotel gemacht zu haben. Dies stellt zweifellos einen wesentlichen Schritt auf dem Weg der Transatlantikliner hin zum modernen Luxusschiff dar.
Erst nach dem Ersten Weltkrieg beteiligten sich die USA wieder in größerem Stil am transatlantischen Passagierverkehr. Die United States von 1952 war der erste Versuch, wieder ein Rekordschiff in Hinsicht auf Größe und Geschwindigkeit zu bauen.